# Cameron (Luizjana)
Cameron – jednostka osadnicza w Stanach Zjednoczonych, w stanie Luizjana, siedziba administracyjna parafii Cameron, nad Zatoką Meksykańską.